# Cacaolijster
De cacaolijster (Turdus fumigatus) is een zangvogel uit de familie lijsters (Turdidae).

## Verspreiding en leefgebied
De soort telt 5 ondersoorten:
- T. f. aquilonalis: noordoostelijk Colombia, noordelijk Venezuela en Trinidad.
- T. f. orinocensis: oostelijk Colombia en westelijk Venezuela.
- T. f. fumigatus: de Guyana's en noordelijk en oostelijk Brazilië.
- T. f. bondi: Saint Vincent en de Grenadines.
- T. f. personus: Grenada.